# Eudarcia derrai
Eudarcia derrai är en fjärilsart som beskrevs av Reinhardt Gaedike 1983. Eudarcia derrai ingår i släktet Eudarcia och familjen äkta malar. Inga underarter finns listade i Catalogue of Life.